# Tell It to the Marines
Tell It to the Marines is een stomme film uit 1926. De film gaat over O'Hara, een man die een groep soldaten opleidt en een band opbouwt met protegé 'Skeets' Burns. Ze belanden in een liefdesdriehoek met de mooie zuster Norma Dale.

## Rolverdeling
- Lon Chaney - Sgt. O'Hara
- William Haines - Pvt. George Robert 'Skeet' Burns
- Eleanor Boardman - Zuster Norma Dale
- Eddie Gribbon - Cpl. Madden
- Carmel Myers - Zaya
- Warner Oland - Chinese leider